# Abdullah Yousef
Abdullah Yousef (Arabic:عبد الله يوسف) (sinh ngày 19 tháng 4 năm 1994) là một cầu thủ bóng đá người Các Tiểu vương quốc Ả Rập Thống nhất.